# 서해부표관리소
서해부표관리소는 대한민국 해양수산부 여수지방해양항만청 소속기관이다. 경기도 평택시 포승면 원정리 9-17에 위치하고 있다.

## 주요 업무
- 부표류의 제작ㆍ수리ㆍ유지관리 및 운영에 관한 사항
- 부표관리사무소 및 부표관리ㆍ운영에 관한 사항

## 같이 보기
- 부표관리소